# Brookfields National Stadium
Le Brookfields National Stadium de Freetown est un stade du Sierra Leone.
L'équipe nationale de football du pays y joue ses rencontres à domicile. Ce stade construit en 1980, d'une capacité de 36 000 sièges sert aussi pour le rugby, l'athlétisme  et les événements culturels et religieux. 
Ce stade est le stade à domicile de quatre clubs : East End Lions, Mighty Blackpool, Ports Authority et Kallon FC.